# Região Metropolitana de São José do Rio Preto
A Região Metropolitana de São José do Rio Preto, chamada também de Grande Rio Preto, é uma região metropolitana do estado de São Paulo, Brasil, criada pelo governo estadual através de lei complementar nº 1.359, de 24 de agosto de 2021. É formada por 37 municípios, totalizando uma população de aproximadamente 971,135 mil habitantes (IBGE 2022).

## Planejamento regional
A Região Metropolitana de São José do Rio Preto tem por objetivos promover:
1. O planejamento regional para o desenvolvimento socioeconômico e a melhoria da qualidade de vida;
2. A cooperação entre diferentes níveis de governo, mediante a descentralização, articulação e integração de seus órgãos e entidades da administração direta e indireta com atuação na região, visando ao máximo aproveitamento dos recursos públicos a ela destinados;
3. A utilização racional do território, dos recursos naturais e culturais e a proteção do meio ambiente, mediante o controle da implantação dos empreendimentos públicos e privados na região;
4. A integração do planejamento e da execução das funções públicas de interesse comum aos entes públicos atuantes na região;
5. A redução das desigualdades regionais (artigo 2º da lei).

Está previsto como funções públicas de interesse comum ao Estado e aos Municípios da Região os seguintes campos funcionais:
1. Planejamento e uso do solo;
2. Transporte e sistema viário regional;
3. Habitação;
4. Saneamento ambiental;
5. Meio ambiente;
6. Desenvolvimento econômico;
7. Atendimento social;
8. Esportes e lazer;
9. Turismo (artigo 7º da lei).[7]

## Economia
O PIB da Região Metropolitana de São José do Rio Preto é de aproximadamente 32 bilhões de reais por ano.

## Municípios
| Município             | População (2021) |
| --------------------- | ---------------- |
| Adolfo                | 4.351            |
| Bady Bassitt          | 27.260           |
| Bálsamo               | 9.596            |
| Cedral                | 12.618           |
| Guapiaçu              | 21.711           |
| Ibirá                 | 11.690           |
| Icém                  | 7.819            |
| Ipiguá                | 6.761            |
| Irapuã                | 6.867            |
| Jaci                  | 7.613            |
| José Bonifácio        | 36.633           |
| Macaubal              | 7.481            |
| Mendonça              | 6.159            |
| Mirassol              | 63.337           |
| Mirassolândia         | 4.669            |
| Monte Aprazível       | 22.280           |
| Neves Paulista        | 9.690            |
| Nipoã                 | 4.750            |
| Nova Aliança          | 6.693            |
| Nova Granada          | 19.419           |
| Olímpia               | 55.075           |
| Onda Verde            | 4.771            |
| Orindiúva             | 6.024            |
| Palestina             | 11.476           |
| Paulo de Faria        | 7.400            |
| Planalto              | 4.389            |
| Poloni                | 5.592            |
| Potirendaba           | 18.496           |
| Sales                 | 6.437            |
| São José do Rio Preto | 480.439          |
| Severínia             | 14.576           |
| Tanabi                | 25.265           |
| Ubarana               | 5.365            |
| Uchoa                 | 10.394           |
| União Paulista        | 1.603            |
| Urupês                | 13.744           |
| Zacarias              | 2.692            |

### Distritos
| Municípios            | Distritos            |
| --------------------- | -------------------- |
| Ibirá                 | Termas de Ibirá      |
| Mirassol              | Ruilândia            |
| Monte Aprazível       | Engenheiro Balduíno  |
| Monte Aprazível       | Itaiúba              |
| Monte Aprazível       | Junqueira            |
| Neves Paulista        | Barra Dourada        |
| Neves Paulista        | Miraluz              |
| Nova Aliança          | Nova Itapirema       |
| Nova Granada          | Ingás                |
| Nova Granada          | Mangaratu            |
| Nova Granada          | Onda Branca          |
| Olímpia               | Baguaçu              |
| Olímpia               | Ribeiro dos Santos   |
| Palestina             | Boturuna             |
| Palestina             | Duplo Céu            |
| Palestina             | Jurupeba             |
| São José do Rio Preto | Engenheiro Schmitt   |
| São José do Rio Preto | Talhado              |
| Tanabi                | Ibiporanga           |
| Urupês                | São João do Itaguaçu |